# 엠마뉴엘 2
《엠마뉴엘 2》(Emmanuelle L'Antivierge, Emmanuelle: The Joys Of A Woman)는 프랑스에서 제작된 프랜시스 지아코베티 감독의 1975년 영화이다. 실비아 크리스텔 등이 주연으로 출연하였다.

## 출연

### 주연
- 실비아 크리스텔
- 움베르토 오르시니

### 조연
- 프레더릭 라가슈
- 캐서린 리베

## 기타
- 원작자: 엠마누엘 아산
- 미술: 프랑수아 드 라모스